# Recording Industry Association of America
Recording Industry Association of America, RIAA, är en branschorganisation som företräder skivindustrin i USA. Till medlemmarna hör bland annat skivbolag och distributörer.